# Drosophila C virus
Le virus C de la drosophila (DCV) est un virus, de 25  à   30 nm de diamètre, appartenant au groupe des Picornaviridae. Le nom du virus vient de la première lettre du village de Charolles, situé en France, où le virus a été isolé pour la première fois en laboratoire chez une souche de Drosophila melanogaster. Ce virus infecte naturellement le genre Drosophila au stade larvaire par contact ou par ingestion de nourriture contaminée. Il ne se transmet pas de manière héréditaire, mais horizontalement.
Aucun symptôme particulier n'est visible. Néanmoins, l'infection virale affecte son hôte à ses différents stades de vie : un raccourcissement de la durée de développement de l'œuf à l'imago, une augmentation de la masse corporelle des femelles et de leurs capacités reproductives, une réduction du taux de survie larve-nymphale, ainsi qu'une modification de l'expression génétique de l'hôte avantageant ce dernier en augmentant sa valeur sélective,.

## Description
Le génome viral est un simple ARN de polarité positive, contenu dans une capside virale, constituée de trois polypeptides majeures de 28, 30 et kDa, et deux composants mineurs de 8,5 et 37 kDa.
Le virus se multiplie dans le cytoplasme.